# Avtoseksiranje
Avtoseksiranje je živinorejska vzrejna metoda, najbolj značilna za domače kokoši, v okviru katere se osebki različnega spola po videzu (npr. obarvanosti ali vzorcih) razlikujejo že takoj po izvalitvi. Pojav je značilen tudi za nekatere druge vrste, recimo domače golobe. Za odkritje te metode in razvoj prvih avtoseks pasem je odgovoren britanski genetik Reginald Punnett, ki je bolje poznan po svojem Punnettovem kvadratu.

## Značilnosti

### Uporabnost
Avtoseks piščance je mogoče po spolu ločevati takoj po izvalitvi, četudi takrat še ni razvitih tipičnih kokošjih zunanjih spolnih znakov. Praviloma so razlike vidne v barvi piščančjih peres (puha) ali prisotnosti oziroma odsotnosti posebnih vzorcev, kot so denimo naglavne lise. Pri nekaterih pasmah se med spoloma ločuje po hitrosti operjanja, pri čemer se eden izmed spolov operja hitreje kot drugi. Hitrost operjanja je moč vrednotiti s primerjavo dolžine tulcev primarnih in krovnih perutnih peres.

### Genetsko ozadje
Avtoseksiranje je genetska metoda, v okviru katere se rejci poslužijo specifičnih spolno vezanih genov, ki imajo na živali dobro viden fenotipski učinek. Nekateri geni se namreč dedujejo različno glede na spol, kar pomeni, da jih samci prejmejo npr. v različnem številu izvodov kot samice. Dober primer avtoseks gena je gen za grahavost (grahasti gen), ki igra pomembno vlogo pri pasmah kokoši z grahastim vzorcem obarvanosti (na primer grahasta plimutka in slovenska grahasta kokoš). Grahasti gen se deduje tako, da grahasto obarvani samci prejmejo dva izvoda, grahaste samice pa le en izvod tega gena. Gen za grahavost je eden izmed avtoseks genov, ki se ga pogosto uporablja pri prireji križancev (hibridov), da se lahko te enostavne razvršča po spolu že takoj po rojstvu. Pojavljajo se tudi čiste pasme, ki imajo avtoseks potomce po parjenju osebkov iste pasme.

## Primeri
Med avtoseks pasme kokoši sodijo na primer tuje Ancobar, Barnebar, Cambar, Cobar, Dorbar, Legbar, Polbar, Rhodebar in druge. Avtoseks piščanci so značilni tudi za slovenske komercialne križance blagovne znamke Prelux. Pri pitovnem piščancu prelux-BRO in nesnici prelux-G se petelini operjajo kasneje kot kokoši, samčki nesne pasme prelux-Č imajo belo naglavno liso, samci prav tako nesne prelux-R so bele barve, medtem ko so samice rumenkasto rjavih odtenkov.